# Coprophanaeus vazdemelloi
Coprophanaeus vazdemelloi är en skalbaggsart som beskrevs av Arnaud 2002. Coprophanaeus vazdemelloi ingår i släktet Coprophanaeus och familjen bladhorningar. Inga underarter finns listade i Catalogue of Life.